# Szabados Géza
Szabados Géza (Pest, 1839. július 31. – Budapest, Józsefváros, 1903. szeptember 5.) magyar zenetanár, dalszerző.

## Élete
A Nemzeti Zenedében Erkel Ferenc és Huber Károly tanítványa volt. Tanulmányait Bécs városában fejezte be. Ezek után pesti operai zenekar tagja volt, majd tizenkét évig különböző vidéki színházak karnagya. 1883-ban saját magánzeneiskolát nyitott Kecskeméten, Zichy Géza védnöksége alatt, amely 10 évig állt fenn. Főként egyházi és más zeneműveket alkotott, legismertebb és legkeresettebb művei táncdarabjai (amelyek 1887-ben jelentek meg) és cimbalomátiratai voltak.
Felesége Kovács Júlia volt.